# ایست کتلامت (واشینگتن)
ایست کتلامت (به انگلیسی: East Cathlamet) یک منطقهٔ مسکونی در ایالات متحده آمریکا است که در شهرستان واهکیکوم، واشینگتن واقع شده‌است. ایست کتلامت ۴٫۴۳۶ کیلومتر مربع مساحت و ۴۹۱ نفر جمعیت دارد و ۱۲۲ متر بالاتر از سطح دریا واقع شده‌است.